# Читем, Милн
Милн Читем (англ. Joshua Milne Crompton Cheetham; 09.07.1869, Престон, Англия — 06.01.1938) — дипломат Великобритании.
С декабря 1914 года по январь 1915 года выступал как верховный комиссар Великобритании в Египте.
В 1922—1924 годах посланник Великобритании в Швейцарии.
В 1924—1926 годах посланник Великобритании в Греции.
В 1926—1928 годах посланник Великобритании в Дании.
Рыцарь-командор ордена Святого Михаила и Святого Георгия (1915). Имел медаль Коронации короля Георга V (King George V Coronation Medal, 1911).
Первым браком в 1907—1923 годах был женат на Анастасии Муравьёвой (ум. 1976), дочери Николая Мурвьёва, от этого брака имел сына Николая (1910—2002). Вторая жена — Синтия Сеймур (ум. 1968), на которой был женат с 11.07.1923.